# Okkultismus
Okkultismus (von lateinisch occultus ‚verborgen‘, ‚verdeckt‘, ‚geheim‘) ist eine unscharfe Sammelbezeichnung für verschiedenste Phänomenbereiche, Praktiken und weltanschauliche Systeme, wobei okkult etwa gleichbedeutend mit esoterisch, paranormal, mystisch oder übersinnlich sein kann. In einem engeren, vorwiegend in der Wissenschaft gebräuchlichen Sinn wird die Bezeichnung für bestimmte esoterische Strömungen des späten 19. und frühen 20. Jahrhunderts verwendet. Diesem Verständnis schließt sich der vorliegende Artikel an. Im heutigen Sprachgebrauch hat der Begriff vielfach eine abwertende Konnotation.

## Begriffsgeschichte
Das lateinische Adjektiv occultus ist abgeleitet von dem hypothetischen Verb obcelere, woraus auch occulere („verdecken, verbergen“) herrührt. In obcelere, das die proto-indoeuropäische Verbalwurzel *kele/-o („verhüllen, verbergen“) besitzt, findet sich celere („verhehlen, verbergen, verheimlichen“). Das Adjektiv okkult wurde schon im Mittelalter gebraucht. Im Rahmen der aristotelischen Naturphilosophie unterschied man damals wahrnehmbare Qualitäten der Dinge wie Farbe oder Geschmack von nicht wahrnehmbaren okkulten Qualitäten wie dem Magnetismus, den Einflüssen der Sterne (im Sinne der Astrologie) und den Heilkräften verschiedener Substanzen, die nur indirekt über ihre Effekte erfahrbar sind. Die mittelalterliche Scholastik war der Meinung, dass die okkulten Qualitäten im Unterschied zu den direkt wahrnehmbaren nicht Gegenstand wissenschaftlicher Untersuchungen sein könnten. Als die Naturwissenschaft im 17. Jahrhundert begann, auch Erscheinungen wie den Magnetismus zu untersuchen, erhielt die Rede von okkulten Qualitäten eine abwertende Bedeutung, da sie im Zusammenhang mit der scholastischen Ansicht der Unerforschbarkeit gesehen wurde.
Seit dem frühen 16. Jahrhundert ist der Begriff okkulte Philosophie nachgewiesen. Er scheint auf Heinrich Cornelius Agrippa von Nettesheim zurückzugehen, der ihn 1510 in einer ersten, handschriftlichen Fassung seines Werks De occulta philosophia verwendete. In diesem Buch, das zunächst in Form von Abschriften verbreitet wurde und erst 1531 in gedruckter Form erschien, verband Agrippa Elemente der Hermetik, des Neuplatonismus und der christlichen Kabbala. Okkulte Philosophie oder Philosophia occulta etablierte sich als Bezeichnung für derartige religiös-philosophische Lehren, insbesondere für solche des späten 15. bis zum 17. Jahrhundert. Vertreter der okkulten Philosophie wie Agrippa und Giovanni Pico della Mirandola versuchten, Philosophien zu entwickeln, die hermetisches, hebräisches und klassisches Wissen assimilieren, und diese Fusion mit der christlichen Theologie zu vereinigen. Trotz ihres esoterischen Charakters wurden die der okkulten Philosophie zugrundeliegenden hermetischen und kabbalistischen Ideen im Europa der Renaissance anfangs positiv aufgenommen. Die Historikerin Frances A. Yates betrachtete die okkulte Philosophie sogar als zentrale Triebkraft hinter der Renaissance selbst. Vermutlich ist es kein Zufall, dass die okkulte Philosophie, die Wert auf Einheit legte, während der Zeit der Reformation und der Renaissance populär wurde; möglicherweise wurde von ihr und ihrer Vereinigung so unterschiedlicher Quellen wie der klassischen Weisheit, der Magie, der hebräischen Kabbala und des Christentums erwartet, eine Lösung für das religiöse und politische Schisma der Zeit zu bieten. Während das scholastische Mittelalter Glauben und Frömmigkeit forderte, forderte die Renaissance individuelles Streben und die Suche nach Wissen; die Hermetik versuchte, Wissen und Glauben zu vereinigen. Gegen Ende des 16. Jahrhunderts wurden christliche Magi wie Agrippa und John Dee jedoch wegen ihrer Theurgie verdächtigt, und als Teil der Gegenreformation wuchs auch die Reaktion gegen den Renaissance-Neuplatonismus und damit assoziierte okkulte Strömungen. Die christliche Kabbala, die zunächst der Legitimation okkulten Denkens diente, wurde nun wegen der okkulten Assoziation abgewertet und mit Hexerei assoziiert. Dee und andere Philosophen wurden diskreditiert; ersterer verbrachte seine letzten Jahre in Armut.
Ebenfalls im 16. Jahrhundert kam die Bezeichnung Okkulte Wissenschaften auf, womit vor allem die Astrologie, die Alchemie und die Magie gemeint waren.
Im Rahmen einer Gegenbewegung zur Aufklärung und der mit ihr verbundenen mechanistischen und materialistischen Naturwissenschaft wurden ab dem 18. Jahrhundert okkulte Kräfte postuliert, die der „normalen“ Wissenschaft unzugänglich sein sollten. Hinzu kamen Spekulationen, wonach letztlich alles auf nur eine okkulte Kraft zurückgeführt werden könnte. Beliebte Kandidaten waren der Magnetismus und die Elektrizität. Ihren Höhepunkt erreichten diese Spekulationen in Blavatskys synkretistischem Werk Die Geheimlehre (The Secret Doctrine, 1888).
Das deutsche Lehnwort okkult kam erst um die Wende vom 18. zum 19. Jahrhundert auf, obwohl Agrippa von Nettesheim alle Geheimlehren seiner Zeit bereits als „Occulta Philosophia“ bezeichnete. Die neulateinische Bildung des Substantivs Okkultismus erfolgte besonders nach der Gründung der Theosophischen Gesellschaft erst am Ende des 19. Jahrhunderts und wurde erstmals in einem französischen Wörterbuch von 1842 nachgewiesen, wenn auch lediglich als Bezeichnung für ein politisches „System der Okkultizität“, das sich gegen Priester und Aristokraten richte. Populär wurde es zunächst im Französischen durch Éliphas Lévi, der es zuerst 1856 in Dogme et rituel de la haute magie gebrauchte. Im Jahr 1853 hatte es bereits der freimaurerische Autor Jean-Marie Ragon in seinem populären Buch Maçonnerie occulte verwendet, das Lévi gut bekannt war. Ähnlich wie Lévi verband Ragon den Begriff occultisme nicht nur mit den neumodernen okkulten Wissenschaften, sondern auch mit zeitgenössischen sozialistischen Theorien, insbesondere denen Charles Fouriers. Ins Englische wurde der Begriff anscheinend 1875 durch Helena Petrovna Blavatsky eingeführt; im Deutschen prägte vor allem Carl Kiesewetter diesen Sprachgebrauch in den 1890er Jahren. In der wissenschaftlichen Literatur gibt es keine allgemein anerkannte Okkultismus-Definition. Im weitesten Sinn wird das Wort mitunter als Synonym für Esoterik gebraucht. In der engsten, vor allem von Antoine Faivre vertretenen Fassung steht es speziell für die französische, durch Lévi und Papus begründete Richtung der Esoterik. Zumeist werden jedoch ähnliche und etwa zeitgleiche Strömungen in anderen Ländern hinzugenommen.
Ein weiterer, etymologisch verwandter Begriff neueren Ursprungs ist das Okkulte, der u. a. durch Colin Wilson (The Occult: A History, 1971) geprägt wurde und vor allem in der Soziologie und im Journalismus als vage Sammelbezeichnung für das Unerklärte verwendet wird.

## Richtungen
Grundsätzlich lassen sich zwei Richtungen des Okkultismus unterscheiden: der empirische und der esoterische Okkultismus. Ersterer befasst sich mit okkulten Erscheinungen und will diese erforschen. Seine Ursprünge liegen im Mesmerismus und im experimentellen Spiritismus. Der esoterische Okkultismus hingegen befasst sich mit „Geheimwissen“, das nur „Eingeweihten“ zugänglich sei.
Nach einem Vorschlag von Edward A. Tiryakian soll nur die praktisch orientierte Richtung als Okkultismus bezeichnet werden, während die theoretische Richtung der Esoterik zugerechnet werden soll. Dieser Sprachgebrauch fand eine weite Verbreitung, wurde jedoch auch grundsätzlich als künstliche Unterscheidung zurückgewiesen und konnte sich nicht allgemein durchsetzen.

## Geschichte

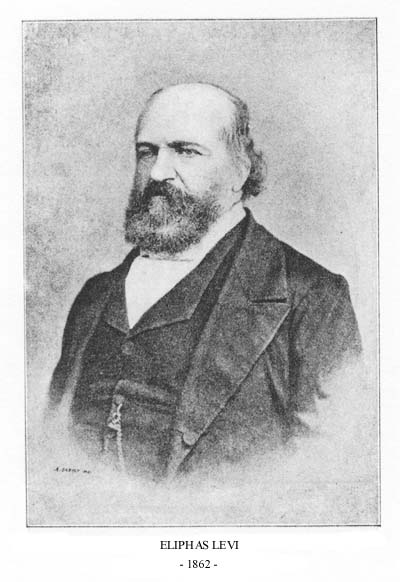
Éliphas Lévi (1862)

Die Wurzeln des Okkultismus lassen sich bis in die Antike zurückverfolgen (Gnosis, Hermetik, Neuplatonismus, Kabbala). (Siehe Geschichte der westlichen Esoterik.) Im engeren Sinn oft auch als moderner Okkultismus bezeichnet, wurde er in Frankreich durch Alphonse-Louis Constant alias Éliphas Lévi begründet, der in den Jahren 1854 bis 1861 einige einflussreiche Kompilationen über diverse Themen der Esoterik herausbrachte und auch die Bezeichnung Okkultismus populär machte. Lévi entwickelte seine Ideen im Kontext frühsozialistischer und progressiv-katholischer Strömungen. Diese stark ausgeprägte sozialistische, sozialreformerische Tendenz rührte von der engen Verflechtung von Frühsozialismus und Esoterik seit der Julimonarchie her und setzte sich bis in die Jahrzehnte um 1900 fort. Weitere bedeutende Vertreter des französischen Okkultismus waren Papus, Stanislas de Guaita und Joséphin Péladan; im englischen Sprachraum sind vor allem G. R. S. Mead und Arthur Edward Waite zu nennen, in Deutschland Carl du Prel und Franz Hartmann, in Russland P. D. Ouspensky. Die okkulten Bücher des 19. Jahrhunderts wirken laut Hans Biedermann „meist wie mißverstandene Abklatsche der älteren mag. Werke, wenn auch ein Bestehen echter Traditionen als Bindeglieder von der Zeit der neueren ‚Hermetiker‘ zum 19. Jh. nicht völlig von der Hand zu weisen ist“.

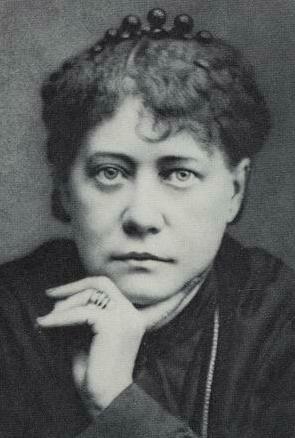
Helena Blavatsky (1877)

Aus der Beschäftigung mit dem Spiritismus ging die 1875 unter der Leitung von Henry Steel Olcott und Helena Petrovna Blavatsky in New York gegründete Theosophische Gesellschaft hervor, zu deren Zielen die Erforschung okkulter Phänomene und Kräfte sowie vergleichende Studien der Religionen, der Philosophien und der Naturwissenschaft gehören, um darin verborgene „Wahrheiten“ aufzudecken. In den folgenden Jahren entwickelte Blavatsky eine synkretistische esoterische Lehre, die moderne Theosophie, welche eine Einweihung in okkulte Geheimnisse verspricht und Elemente der Gnosis, der Hermetik und anderer Traditionen der westlichen Esoterik mit solchen östlicher Religionen verbindet. Sie fand begeisterte Anhänger in den Vereinigten Staaten, in Europa und in Indien, wo die Theosophische Gesellschaft zeitweilig ihren Hauptsitz hatte.

### Deutschland
Auch im deutschen Sprachraum ist der Ursprung der modernen okkultistischen Bewegung eng mit dem Spiritismus verbunden, der um 1860 aus den USA nach Deutschland kam. Ein breites Interesse an okkulten Phänomenen riefen hier besonders die Sitzungen des Physikers Karl Friedrich Zöllner mit dem Medium Henry Slade hervor, an denen auch andere bedeutende Wissenschaftler (darunter Gustav Theodor Fechner) teilnahmen und über die Zöllner ab 1878 ausführliche Berichte veröffentlichte. Zöllner erwartete von diesen Séancen Beweise für die Existenz einer Vierten Dimension und wollte damit eine „Transzendentale Physik“ begründen. Während die bei Séancen auftretenden okkulten Phänomene traditionell als Äußerungen verstorbener Personen gedeutet wurden, entstand in den 1880er Jahren in Deutschland eine neue animistische Richtung (v. lat. anima = ‚Seele‘), welche die Ursachen dieser Phänomene als unbekannt betrachtete und sie auf psychologischer Ebene untersuchen wollte. Die wichtigsten Vertreter dieser Richtung waren Gregor Konstantin Wittig und Alexander Aksakow, die zusammen mit dem Verleger Oswald Mutze die Zeitschrift Psychische Studien herausgaben. Ein renommierter Unterstützer war der Philosoph Eduard von Hartmann mit seiner Schrift Der Spiritismus (1884).

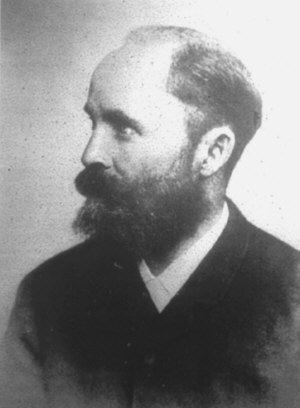
Carl du Prel (um 1885)

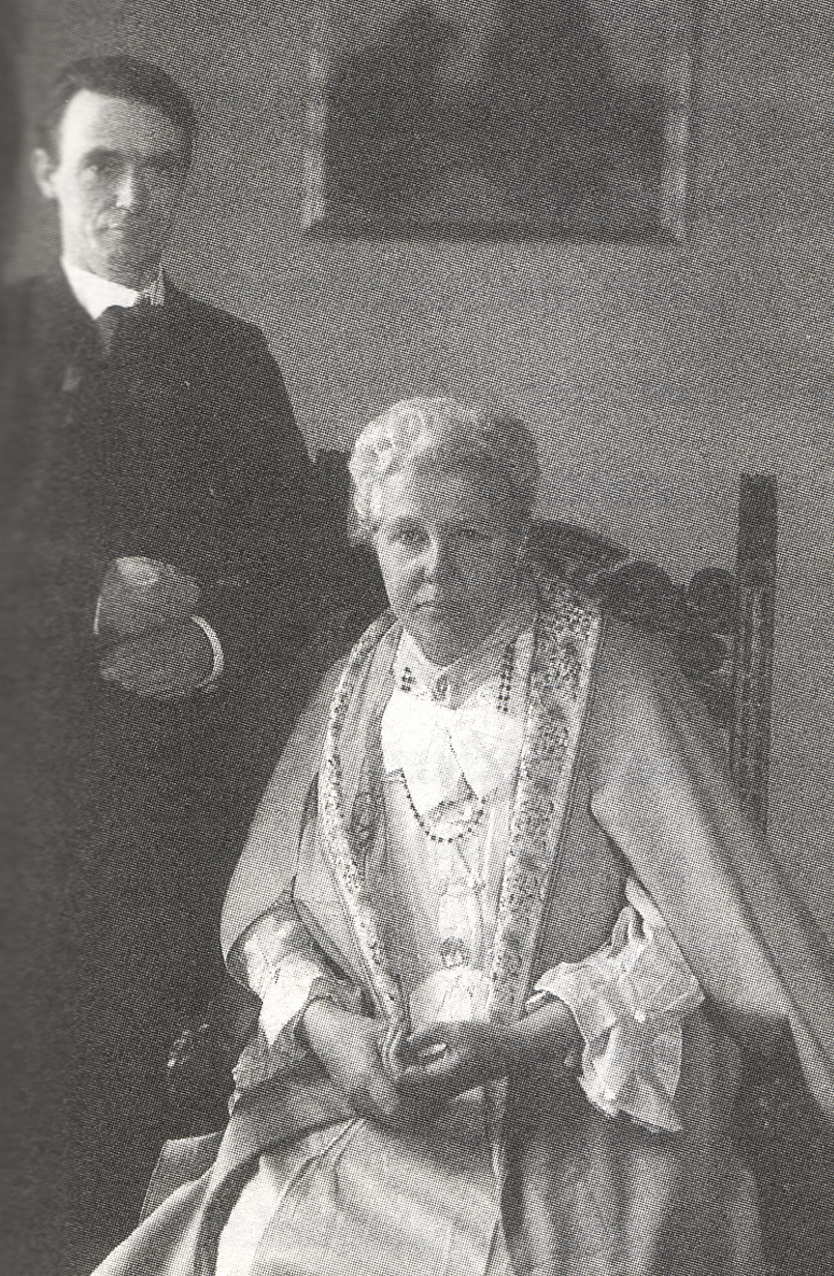
Rudolf Steiner mit Annie Besant, Präsidentin der Theosophischen Gesellschaft (1907)

1886 gab es in Deutschland zwei bedeutende Neugründungen im Bereich des Okkultismus: die Psychologische Gesellschaft und die theosophische Zeitschrift Sphinx. Die Psychologische Gesellschaft verfolgte vor allem das Ziel, durch streng wissenschaftlich durchgeführte Experimente mit mediumistisch begabten Versuchspersonen neue Erkenntnisse über die menschliche Psyche zu gewinnen. Die Sphinx, herausgegeben von Wilhelm Hübbe-Schleiden, brachte mit wissenschaftlichem Anspruch Berichte über okkulte Phänomene wie Telepathie und Magnetismus sowie Beiträge zu den „Okkulten Wissenschaften“ wie Astrologie und Magie. Sie zählte auch namhafte Wissenschaftler wie Alfred Russel Wallace und Eduard von Hartmann sowie andere bedeutende Personen wie Leo Tolstoi oder den Sozialdemokraten Kurt Eisner zu ihren Autoren. Über die Arbeit der Psychologischen Gesellschaft berichtete neben okkulten Magazinen wie der Sphinx auch die Mainstream-Presse wie etwa Die Gegenwart.
Innerhalb der Psychologischen Gesellschaft kam es bald zu Differenzen zwischen den beiden wichtigsten Mitarbeitern, Albert von Schrenck-Notzing und Carl du Prel. Der Philosoph du Prel wollte mit der Begründung einer „Transzendentalen Psychologie“ ein Gegengewicht zu dem herrschenden Materialismus schaffen und sah in den Experimenten der Gesellschaft einen wichtigen Beitrag hierzu, indem er hoffte, durch sie den Materialismus empirisch widerlegen zu können. Dagegen verfolgte der Psychiater Schrenck-Notzing das eher pragmatische und umgekehrt ausgerichtete Ziel, gewisse rätselhafte Phänomene, die er etwa durch Hypnose hervorrufen konnte, aus dem Bereich des Mystischen in den der „offiziellen Wissenschaft“ einzubringen. 1889 kam es zum Bruch, indem sich unter der Leitung du Prels eine Gesellschaft für Experimentalpsychologie abspaltete, in der das Ziel einer transzendentalen Psychologie weiter verfolgt wurde, während die verbleibende Muttergesellschaft unter Schrenck-Notzing der Richtung folgte, aus der die Parapsychologie hervorging.
Die von du Prel und Hübbe-Schleiden vertretene Zielsetzung, das Spirituelle zum Gegenstand wissenschaftlicher Forschung zu machen, war ab etwa 1890 ein zentrales Thema der deutschen okkultistischen Bewegung. Im Verlauf der 1890er Jahre verlagerte sich das Interesse aber von der wissenschaftlichen Erforschung zur subjektiven Erfahrung. Okkultismus wurde zunehmend als eine Angelegenheit der persönlichen Entwicklung verstanden, bei der den „okkulten Künsten“ eine Schlüsselrolle zukam und die dem Zeitgeist des Fin de siècle entsprechend mit der Entwicklung alternativer Lebensstile verbunden war. Inzwischen handelte es sich um eine Massenbewegung mit vielen lokalen und überregionalen Gesellschaften, mit zahlreichen Buchverlagen, welche unter anderem okkultistische Literatur herausbrachten, und mit etlichen eigenen Zeitschriften, von denen neben der Sphinx (1886–1896) die von Franz Hartmann herausgegebenen Lotusblüthen (1892–1900) und Paul Zillmanns [Neue] Metaphysische Rundschau (1896–1918) die bedeutendsten waren.
Führende Vertreter des auf spirituelle Entwicklung und Erfahrung ausgerichteten Okkultismus waren die Theosophen Franz Hartmann und Rudolf Steiner, der 1902 die Leitung der neu gegründeten Deutschen Sektion der Theosophischen Gesellschaft übernahm und später die Anthroposophie begründete. Steiner übernahm selektiv gewisse Vorstellungen aus der Theosophie, darunter die Lehre von den Wurzelrassen. Sein Wurzelrassenmythos war weiterentwickelt und um zahlreiche Details ergänzt und stellt den Fortschritt der Menschheitsentwicklung und der Tiere (die angeblich alle vom Menschen abstammen würden) dar. Er publizierte ihn von 1904 bis 1908 in einer Reihe von Aufsätzen unter dem Titel Aus der Akasha-Chronik in seiner Zeitschrift Lucifer-Gnosis. Während die Theosophen auf der Grundlage der spirituellen Entwicklung des Einzelnen weltweit die Schaffung einer „allumfassenden Bruderschaft der Menschheit“ anstrebten, entwickelte sich speziell im deutschsprachigen Raum im frühen 20. Jahrhundert mit der Ariosophie eine Bewegung, welche okkultistische Elemente mit Rassismus und Nationalismus verband. Die Ariosophen, deren bedeutendste Repräsentanten Guido von List und Jörg Lanz von Liebenfels waren, propagierten eine rassisch reine „arische“ Gesellschaft und übernahmen, wie Steiner, Vorstellungen von Wurzelrassen aus der Theosophie. Innerhalb der Okkultismus-Bewegung war die Ariosophie jedoch nur eine Randerscheinung, während umgekehrt okkultistische Themen etwa in den Publikationen des Lanz von Liebenfels nur einen recht geringen Raum einnahmen.
In den ersten Jahrzehnten des 20. Jahrhunderts konnte sich der Okkultismus in fast allen seinen Spielarten in Deutschland recht frei entfalten und erfreute sich wachsender Beliebtheit. Es gab zwar Gegner wie die Katholische Kirche, und speziell in Bayern gab es einen „Gaukelei“-Paragraphen im Strafgesetzbuch, der eine Handhabe bot, etwa Handleser und Astrologen strafrechtlich zu verfolgen, aber insgesamt entwickelte sich Toleranz für „das Okkulte“. Auch einige führende Nationalsozialisten waren an okkulten Themen interessiert. So nahm Rudolf Heß regelmäßig die Dienste von Astrologen, Magnetheilern und Hellsehern in Anspruch. Heinrich Himmler förderte den Ariosophen Karl Maria Wiligut als seinen „privaten Magier“ und Hellseher. Dieser hatte eine eigene Variante eines Geschichtsmythos von übermenschlichen arischen Vorfahren entwickelt. Wiligut wurde Leiter der Abteilung Vor- und Frühgeschichte der SS und trug zum Ausbau der Wewelsburg als SS-Zeremonienstätte bei. 1939 wurde er jedoch – unter anderem wegen des Bekanntwerdens einer früheren Schizophrenie – aus der SS ausgeschlossen. Für Adolf Hitler waren dagegen Okkultisten bereits in Mein Kampf (1925/26) ein Haufen von Wirrköpfen.
Nach der Machtergreifung der Nationalsozialisten 1933 wurden okkultistische Vereinigungen als „staatsfeindliche Sekten“ eingestuft. Die wichtigsten Anklagepunkte waren, dass Okkultisten den für den Nationalsozialismus zentral bedeutenden Rassismus ablehnten und speziell die Theosophen sogar eine „allumfassende Bruderschaft der Menschheit“ propagierten und dass sie, ähnlich wie die Freimaurer, angeblich eine „gefährliche“ Beeinflussung der Volksmassen betrieben. Ab 1935 ist eine strafrechtliche Verfolgung okkultistischer Aktivitäten dokumentiert, und 1937 wurden durch einen Erlass des Innenministeriums alle Freimaurerlogen, theosophischen Vereine und verwandten Gruppierungen verboten. Die Situation verschärfte sich weiter, nachdem im Mai 1941 Hitlers Stellvertreter Rudolf Heß auf eigene Faust nach Großbritannien geflogen war, um Friedensverhandlungen anzuregen. In einer umgehend durch den Propagandaminister Joseph Goebbels gestarteten Kampagne wurde Heß als Geisteskranker bezeichnet, der aufgrund des Einflusses von Astrologen, Mesmeristen und anderen Okkultisten unter Halluzinationen leide. Es folgten umfassende Polizeiaktionen gegen Astrologen, Spiritisten, Anthroposophen und alle Anhänger ähnlicher Richtungen einschließlich der völkischen Ariosophen mit der Anordnung, diese Personen zur Zwangsarbeit zu verurteilen oder in Konzentrationslager einzuliefern und ihre Publikationen und sonstige Materialien zu beschlagnahmen.
Das Ziel dieser Aktion gegen Geheimlehren und sogenannte Geheimwissenschaften war die vollständige und dauerhafte Ausschaltung dieser Personen und ihrer Organisationen. So notierte Goebbels in seinem Tagebuch: „Diese [sic!] ganze obskure Schwindel wird nun endgültig ausgerottet. Die Wundermänner, Heß’ Lieblinge, werden hinter Schloss und Riegel gesetzt.“ Von Hitler wird berichtet, dass er namentlich Astrologen eine starke Mitschuld an Heß’ Aktion zusprach und äußerte: „Es ist daher Zeit, mit diesem Sterndeuterunfug radikal aufzuräumen.“ Inwiefern das tatsächlich erreicht wurde, ist jedoch unklar. Goebbels notierte nach der Aktion: „Alle Astrologen, Magnetopathen, Anthroposophen etc. verhaftet und ihre gesamte Tätigkeit lahmgelegt. Damit ist diesem Schwindel endgültig ein Ende gemacht.“ Diese Einschätzung wurde in der Fachliteratur weitgehend übernommen. Dagegen wird in einer neueren Untersuchung von Uwe Schellinger et al. darauf hingewiesen, dass in den Anweisungen Ausnahmeregelungen für Wehrmachtsangehörige, führende Parteimitglieder und leitende Staatsbeamte vorgesehen waren, und die Durchführung von Experimenten mit Pendeln zur Ortung feindlicher Schiffe bei der Marine noch im Jahr 1942 dokumentiert.

### Vereinigtes Königreich
G. R. S. Mead nahm nach der Lektüre von Alfred Percy Sinnetts Esoteric Buddhism (1883) Kontakt zu den Londoner Theosophen Bertram Keightley und Mohini Chatterji auf und schloss sich der Theosophischen Gesellschaft in London an. Sein Interesse am Spiritismus führte ihn nach Frankreich an die Universität von Clermont-Ferrand, wo er den später für seine Theorie des Vitalismus bekannten Henri Bergson kennenlernte. Nachdem Blavatsky sich 1887 in London niedergelassen hatte, besuchte Mead sie dort regelmäßig und wurde von 1889 bis zu ihrem Tod 1891 ihr privater Sekretär; außerdem wurde er 1889 zusammen mit Keightley Mitsekretär der Esoterischen Sektion der Theosophischen Gesellschaft. Während in der Theosophischen Gesellschaft in den 1890er Jahren um die Führung gekämpft wurde, widmete Mead sich der Religion als Wurzel der Theosophie sowie den westlichen Wurzeln der Esoterik. Er versuchte sich an einer allgemeinen Theosophie und verband in seinen Schriften östliche und westliche Traditionen, wobei er sich anfangs stark an hellenistische Theosophie und Gnosis anlehnte. Mead hatte kein Interesse an magischen oder okkulten Künsten und unterschied streng zwischen den sie Ausübenden und „echten“ Okkultisten. 1909 brach Mead mit der Theosophischen Gesellschaft und gründete die Quest Society, zu deren Vizepräsidenten Arthur Edward Waite zählte. Auch Waite ging den Weg vom Spiritismus zur Theosophischen Gesellschaft; nach seinem Bruch mit dieser schloss er sich dem Hermetic Order of the Golden Dawn an. William Wynn Westcott, der den Golden Dawn zusammen mit Samuel Liddell MacGregor Mathers und William Robert Woodman 1888 gegründet hatte, hatte für diesen die Struktur und das Grundsystem des Rosenkreuzerordens Societas Rosicruciana in Anglia (SRIA), der alle drei Gründer ebenfalls angehörten, übernommen.

### Gurdjieff und Ouspensky
Um Georges I. Gurdjieff und P. D. Ouspensky entstand eine als Vierter Weg bekannte Bewegung, die eine elaborierte Kosmologie und spirituelle Selbstentwicklung mit künstlerischem Ausdruck verband. 1907 entdeckte der russische Universalgelehrte Ouspensky die Theosophie und begann mit dem Studium okkulter Literatur. Sein erstes großes philosophisches Werk, Tertium Organum (1912), befasste sich mit der kognitiven Macht höherer Bewusstseinsstadien. Stark von Yoga und östlicher Weisheit angezogen, reiste er nach Indien und besuchte 1913 die Theosophen in Adyar. Nach seiner Rückkehr begegnete er Gurdjieff, der in Zentralasien nach esoterischer Weisheit gesucht hatte. Ouspensky glaubte, dass Gurdjieff ein neues System des Denkens und allumfassenden Wissens entdeckt hatte. Gurdjieff arbeitete indessen an Ballett und heiliger Gymnastik, wobei seine Arbeit unter anderem den Komponisten Thomas de Hartmann, den Maler Alexander von Salzmann und die Ballett-Lehrerin Jeanne de Salzmann anzog. Gurdjieffs Gruppe emigrierte über das revolutionäre Russland, Konstantinopel und Deutschland nach Frankreich, wo er 1922 zu Fontainebleau seine Schule etablierte.

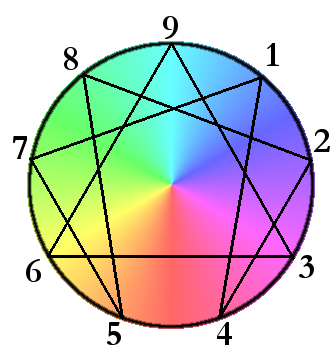
Das Enneagramm

In Beelzebubs Erzählungen für seinen Enkel präsentierte Gurdjieff seine Ideen in Form einer mythenerschaffenden Kosmogonie mit einer Hierarchie untergeordneter Ebenen in einem lebenden Universum und einer Teilung der menschlichen Geschichte in eine bewusste und eine unbewusste, eine initiatorische und eine profane Strömung. Er sah den Menschen als Gefangenen seiner mechanischen Reaktionen auf und falschen Identifikation mit externen Reizen; der Weg zur Erleuchtung bestehe im Erwachen des essentiellen Seins und Erlangen wahrer Selbsterkenntnis. Gurdjieff setzte den menschlichen Zustand in einen kosmischen Kontext der Biologie, Metaphysik und Kosmologie. Sein Strahl der Schöpfung, der an die Terminologie der Theosophen erinnerte, verband den Mikrokosmos des menschlichen Herzens und Geistes mit einer Hierarchie von Planeten und Sternen bis hinauf zum Absoluten als Quelle aller Schöpfung. Erst nach der Erkenntnis des eigenen essentiellen Seins sei man in der Lage, auf die universellen Energien zuzugreifen. Der persönliche spirituelle Aufstieg müsse individuell erreicht werden.
Wenngleich Gurdjieffs System traditionelle Ideen westlicher Esoterik aufgriff, beinhaltete es auch Innovationen wie die semitonalen Intervalle auf der diatonischen Skala im Kontrast zu den musikalischen Korrespondenzen Robert Fludds. Gurdjieffs Gesetze der Drei und Sieben untermauern sein Schlüsselsymbol, das Enneagramm, und sein Nahrungsdiagramm, das Nahrung, Luft und Impressionen im Mikrokosmos in Beziehung setzte. Ouspensky versuchte, Gurdjieffs Lehren in ein metaphysisch kohärentes System zu bringen, in Auf der Suche nach dem Wunderbaren (1950) publiziert. Britische Interpreten Gurdjieffs und Ouspenskys führten deren Arbeit in eigenen Gruppen, Instituten und Schriften fort, darunter der Wissenschaftler, Technologe und Philosoph John G. Bennett, der in den späten 1940ern Kontakt zu Ouspensky aufnahm und dessen System mit moderner Wissenschaft in Einklang bringen wollte, Rodney Collin und der Psychiater und Jungianer Maurice Nicoll.

## Okkultismus im Kontext der Moderne
Traditionell wird der Okkultismus als Gegenbewegung zur Moderne, als Abkehr von der Vernunft und als Rückfall in vor-moderne Ansichten interpretiert. Besonders drastisch hat das Theodor W. Adorno 1951 in Minima Moralia formuliert, indem er von einer „Rückbildung des Bewusstseins“ und von einer „Metaphysik der dummen Kerle“ sprach. Auch James Webb, der 1971 mit The Flight from Reason als Erster eine Untersuchung des Okkultismus in kulturgeschichtlicher Perspektive vorlegte, betonte noch den Aspekt der Gegenbewegung, der „Flucht vor der Vernunft“. Demgegenüber wird in neuerer Literatur der Ansatz vertreten, den Okkultismus als Bestandteil der Moderne selbst aufzufassen. So weist Antoine Faivre in Esoterik im Überblick (2001) darauf hin, dass die Okkultisten des späten 19. und frühen 20. Jahrhunderts sich im Allgemeinen weder gegen den wissenschaftlichen Fortschritt noch gegen die Modernität wendeten, und er schlägt vor, den Okkultismus jener Zeit als Äußerung der „mit sich selbst konfrontierten Moderne“ anzusehen. Speziell für den deutschsprachigen Raum führt das Corinna Treitel in A Science for the Soul (2004) aus und in ähnlicher Weise Alex Owen in The Place of Enchantment (2004) für Großbritannien.

## Wirkung

### Kunst
Okkultistische Überzeugungen und Praktiken hatten großen Einfluss auf die zeitgenössische (moderne) Kunst. Schriftsteller wie Rainer Maria Rilke, Gustav Meyrink und Thomas Mann griffen okkultistische Ideen und Erfahrungen auf. In Kinofilme wie Das Cabinet des Dr. Caligari (1919) und Der Golem, wie er in die Welt kam (1920) flossen okkultistische Motive ein. An der Produktion des Vampirfilm-Klassikers Nosferatu – Eine Symphonie des Grauens (1922) waren zwei überzeugte Okkultisten, Friedrich Wilhelm Murnau und Albin Grau, maßgeblich beteiligt. Vom Okkultismus beeinflusste Maler waren Wassily Kandinsky, Max Ernst, Piet Mondrian, Paul Klee, Hans Arp und andere. Kandinskys bahnbrechender Schrift Über das Geistige in der Kunst (1911) war eine intensive Auseinandersetzung mit okkultistischen Werken Zöllners, du Prels und Aksakows sowie mit Artikeln in der Sphinx vorausgegangen. Einige Autoren bezeichnen den Okkultismus und die neue Ästhetik der Moderne als zwei Facetten desselben Phänomens: des Aufkommens einer neuen Sensibilität auf der Grundlage intuitiver Erfahrung.

### Medizin
Im Bereich der Alternativmedizin wurden vielfach Praktiken aus dem Bereich des Okkultismus eingesetzt, so dass man von einer „Okkulten Medizin“ sprechen kann. Beispiele dieser okkultistischen Praktiken sind Hellsehen, Pendeln, Graphologie, Irisdiagnostik, spiritistischer Mediumismus und Astrologie.

### Kriminalistik
Vor allem in den 1920er Jahren wurden die vermeintlichen Fähigkeiten von Hellsehern und Telepathen in Deutschland auch bei der Aufklärung von Verbrechen in Anspruch genommen, und zwar sowohl von privaten Auftraggebern wie auch in direkter Kooperation mit der Polizei. Berühmte Vertreter dieses kriminalistischen Einsatzes eines Mediums waren Else Günther-Geffers und August Christian Drost. Die Inanspruchnahme solcher Personen durch staatliche Organe war allerdings umstritten, und einige von ihnen wurden als Betrüger überführt, während etwa Drost und Günther-Geffers zwar wegen Betrugs angeklagt, aber für unschuldig befunden wurden.
Für Betrüger, die sich okkulter Methoden bedienen oder die „okkulte, abergläubische Einstellung der von ihr ausgegangenen Personenkreise“ zu ihren Zwecken ausnützen, führte der Jurist Herbert Schäfer 1959 den Begriff des Okkulttäters ein, wobei er zwischen dem an die Richtigkeit seiner Behauptungen glaubenden „echten“ und dem den „fremden Aberglauben“ bei „vorhandener besserer Einsicht“ ausnützenden „unechten“ Okkulttäter unterscheidet. Diesen Tätertyp habe es „seiner Grundstruktur nach schon immer gegeben“, sein „eigentliches Betätigungsfeld“ habe ihm aber erst der Siegeszug des Rationalismus bereitet; erst seit dieser Zeit sei er für die kriminologische Forschung als Tätertyp, der sich von anderen durch seine besondere geistige Einstellung unterscheide, interessant und zugänglich. Schäfer beschränkte sich bei seinen Untersuchungen auf den Raum der Bundesrepublik Deutschland und drei Typen des Okkulttäters: den in der Öffentlichkeit wenig bekannten und hauptsächlich auf dem Land tätigen Hexenbanner, dessen „heimtückisches Wirken“ bestimmten Dorfbewohnern schade, den großes Aufsehen erregenden magischen Heiler, dessen Tätigkeiten der Gesundheit seiner Anhänger schadeten, und den Erdentstrahler, der sich als Forscher tarne und mit seinen Entstrahlungs- und Abschirmgeräten die Gesundheit und das Vermögen technisch faszinierter Abergläubischer erheblich gefährde.

### Militär
Im Kriegsjahr 1942 führte die deutsche Kriegsmarine Experimente mit Pendeln durch, um deren Eignung für die Ortung feindlicher Schiffe zu prüfen. Vorausgegangen war eine auffällige Häufung von Verlusten deutscher U-Boote. Es gab Hinweise, wonach die britische Marine in der Lage sei, mit Hilfe von Pendeln U-Boote zu orten. Die Experimente lieferten jedoch keinerlei verwertbare Ergebnisse und wurden anscheinend nach weniger als einem Jahr wieder eingestellt. Die ungewöhnlichen Erfolge der britischen Marine fanden später eine andere Erklärung: Es war den Briten zeitweilig gelungen, den deutschen Funkverkehr zu entschlüsseln (siehe Enigma).

## Rezeption

### Verschwörungstheorien
Zur Rezeption des Okkultismus gehört ein umfangreiches verschwörungstheoretisches Schrifttum, das sich ab den 1960er Jahren entfaltete, sich in Anfängen aber bis in die späten 1930er Jahre zurückverfolgen lässt und bedeutende okkulte Einflüsse auf den Nationalsozialismus und insbesondere auf Adolf Hitler postuliert, die dessen Aufstieg und Macht erklären sollen. Nach der Einschätzung Hans Thomas Hakls war der wichtigste Ursprung dieser Legenden das Buch Hitler m’a dit des emigrierten Ex-Nationalsozialisten Hermann Rauschning, das 1939 in Paris und kurz darauf auch in einer englischen (Hitler Speaks, 1939) und in einer deutschen Ausgabe (Gespräche mit Hitler, 1940) erschien. Rauschning behauptete, zahlreiche Gespräche mit Hitler geführt zu haben, die aufgrund neuerer Forschungen heute jedoch als größtenteils oder vollständig frei erfunden gelten. Auf der Grundlage dieser angeblich intimen Kenntnis Hitlers schrieb er, dieser stehe unter dem Einfluss dunkler und zerstörerischer magischer Kräfte. Rauschnings Behauptungen fanden in Frankreich weite Verbreitung, insbesondere durch den Rundfunk, der, wie Hakl schreibt, „bis zur Invasion durch die deutschen Truppen praktisch täglich längere Auszüge aus dem Buch“ sendete. Ebenfalls 1939 in Paris erschien das Buch Hitler et les Forces Occultes von Edouard Saby, in dem Hitler als Magier und Eingeweihter bezeichnet wird, der unter dem Einfluss okkulter Geheimgesellschaften stehe. Saby erhob den Anspruch, erstmals „das okkulte Wirken Adolf Hitlers“ darzustellen. Ähnliche Schriften, in denen Hitler mit Okkultismus und Satanismus in Verbindung gebracht und so als der militärische Gegner dämonisiert wurde, erschienen um 1940 auch in Großbritannien. Als Pionierarbeit kann hier Lewis Spences The Occult Causes of the Present War (1940) gelten.
Einen regelrechten Boom derartiger Publikationen über einen angeblichen „Nazi-Okkultismus“ löste 1960 das Buch Le matin des magiciens (deutsch: Aufbruch ins dritte Jahrtausend, 1962) von Louis Pauwels und Jacques Bergier aus. Darin wurde behauptet, die Nationalsozialisten hätten den Kontakt mit einer geheimnisvollen unterirdischen Zivilisation gesucht, die über eine ungeheuer mächtige Energie namens „Vril“ verfüge, mit deren Hilfe man die Welt grundlegend verändern könne. Das Vril und die unterirdische Zivilisation sind Motive aus Edward Bulwer-Lyttons fiktionaler Schrift The Coming Race von 1871, die auf Helena Blavatsky und andere einflussreiche Theosophen und Okkultisten wie William Scott-Elliot oder den frühen Rudolf Steiner einen großen Einfluss ausgeübt hatte. In deutschen okkultistischen Kreisen wurde das Vril vor allem im Kontext okkulter Naturkräfte rezipiert und gelangte dort zu großer Popularität. Pauwels und Bergier ließen sich von diesen historischen Wurzeln inspirieren und behaupteten, in Berlin sei eine „Vril-Gesellschaft“ eingerichtet worden, mit dem Ziel der Erschaffung einer neuen Menschenrasse. Wie Julian Strube in seiner Arbeit über die Genealogie des Vril zeigen konnte, entbehren die Behauptungen von Pauwels und Bergier jedoch jeder historischen Grundlage. Eine noch wichtigere Rolle schrieben Pauwels und Bergier der Thule-Gesellschaft zu, die im Geheimen die eigentlich lenkende Kraft des NS-Staates gewesen sei und deren angebliche Mitglieder Dietrich Eckart und Karl Haushofer Hitler durch die Übermittlung geheimen Wissens beeinflusst hätten. Eine Thule-Gesellschaft hat es tatsächlich gegeben, aber sie existierte nur von 1918 bis etwa 1925, und weder Eckart noch Haushofer zählten zu ihren Mitgliedern. Auch kann sie keinesfalls als der mächtige okkulte Orden gelten, als der sie von Pauwels und Bergier geschildert wurde.
In Bevor Hitler kam (1964) baute Dietrich Bronder diese Fiktion weiter aus, indem er Elemente aus Blavatskys Theosophie aufgriff. Demnach sei Haushofer in tibetanische Geheimlehren eingeweiht gewesen, und die Thule-Gesellschaft habe Kontakte mit einem geheimen Klosterorden in Tibet gepflegt. Trevor Ravenscroft schilderte in The Spear of Destiny (1972, deutsch: Der Speer des Schicksals), dass Hitler schon in seiner Wiener Zeit ein eifriger Student des Okkultismus gewesen sei und geplant habe, die in der dortigen Hofburg aufbewahrte Heilige Lanze in Besitz zu nehmen, um ihre vermeintlichen magischen Kräfte zur Erlangung der Weltherrschaft zu nutzen. Später sei er von Eckart und Haushofer in schwarzmagische Rituale eingeweiht und zum Werkzeug böser Mächte gemacht worden.

### Rechtsextremismus
Neben der Flut verschwörungstheoretischer Schriften, in denen Hitler und der Nationalsozialismus durch fiktive Verbindungen mit Okkultismus und Satanismus dämonisiert wurden und die während des Krieges zum Teil auch von der alliierten Propaganda herangezogen wurden, gab es in der Nachkriegszeit vereinzelt auch Autoren, welche diesen „Okkultmythos“ aufgriffen, um ihn zur Propagierung rechtsextremer Ansichten und Ziele zu nutzen, so etwa Wilhelm Landig, Savitri Devi und Miguel Serrano. Im Zentrum dieser Vermengung von Rechtsextremismus und Esoterik stand bereits seit den 1950er Jahren das Motiv der so genannten Schwarzen Sonne, das sich insbesondere seit den 1990er Jahren einer großen und wachsenden Popularität erfreut. Es sind dabei Kontinuitäten von der ersten Generation um Landig bis hin zu noch heute aktiven Gruppierungen, wie den Autoren um die Tempelhofgesellschaft, nachgewiesen worden.